# Dalarnas landskapsvapen
Dalarnas landskapsvapen är: I blått fält två korslagda dalpilar av guld med silverspetsar och mellan dessa en öppen krona av först nämnda metall. Vapnet kröns i likhet med alla landskapsvapen av en hertiglig krona. 
Motivet förekommer på ett sigill daterat till ca 1525. Färgsättningen är känd från Gustav Vasas begravning 1560, men det är okänt om den har använts tidigare. Dalarnas län (tidigare Kopparbergs län) använder ett identiskt vapen, men med kunglig krona ovanpå skölden i stället för hertiglig. Dalpilar, till skillnad från "vanliga" pilar, saknar hullingar på pilspetsen och även utformningen i övrigt ger bättre genomslagskraft. Gustav Vasa lär personligen intressera sig för Dalarnas allmogebeväpning och föreslagit tekniska förbättringar av deras traditionella pil. På Dalarnas hembygdsföreningens initiativ blev dalavapnets fastställelse förnyad 1925 och exempelbilden korrekt utförd. Vapnet fastställdes i sin nuvarande form av Kungl. Maj:t 30 maj 1884.

## Dalarnas flagga
Landskapets flagga är likadan som vapnet men i fyrkantig form. Flaggan är alltså en direkt motsvarighet till vapenskölden.

## Bildgalleri

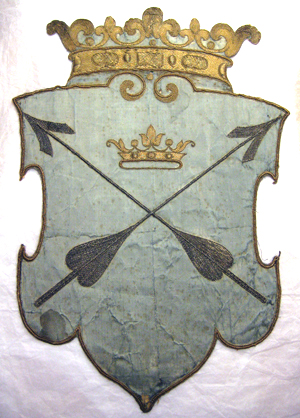
Dalarnas landskapsvapen, broderat tillsammans med en serie vapen för schabrak burna av sorgehästarna i Gustav II Adolfs begravning 1633 (1634).
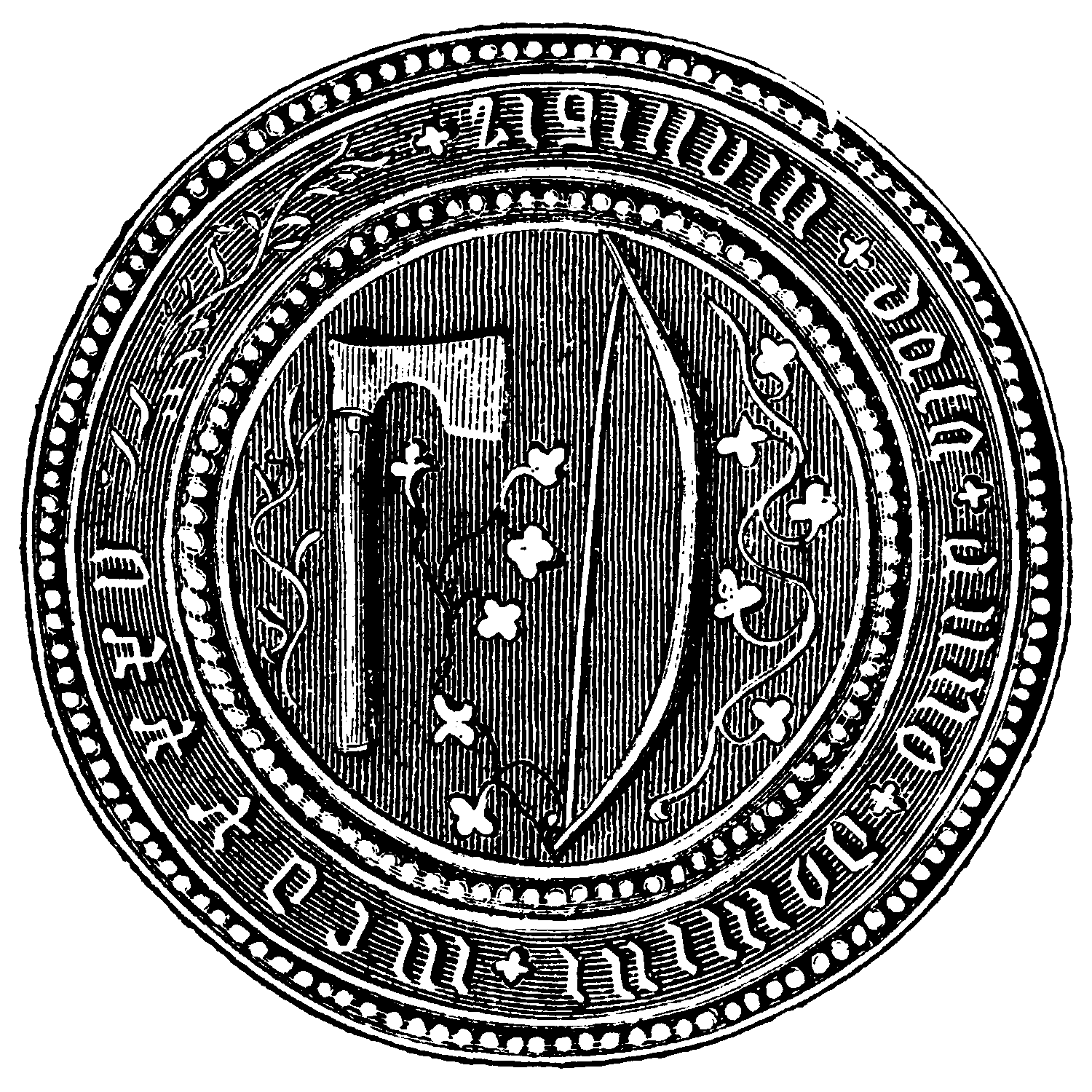
Dalarnas äldsta bevarade sigill (från 1435)
Dalarnas flagga

1. ↑  ”Heraldiskt register / vapen”. Riksarkivet. https://riksarkivet.se/heraldik-register-vapen. Läst 21 december 2022.